# MOBO Awards 2012
Die MOBO Awards 2012 waren die 17. Preisverleihung des britischen Musikpreises MOBO Award. Die Preisverleihung fand am 3. November 2012 in der Liverpool Arena statt, präsentiert von Miquita Oliver und Adam Deacon.

## Preisträger
- Best Gospel: Rachel Kerr
- Best Jazz: Zoe Rahman
- Best Reggae: Sean Paul
- Best African Act: D’Banj
- Best Song: Labrinth
- Best R&B/Soul: Emeli Sandé
- Best Album: Emeli Sandé – Our Version of Events
- Best Hip Hop/Grime: Plan B
- Best Video: JLS – Do You Feel What I Feel?
- Best Female Act: Emeli Sandé
- Best Male Act: Plan B
- Best Newcomer: Rita Ora
- Best International: Nicki Minaj
- Outstanding Contribution to Music: TLC
- MOBO Lifetime Achievement Award: Dionne Warwick